# Open di Francia 1971
L'Open di Francia 1971, la 70ª edizione degli Open di Francia di tennis, si è svolto sui campi in terra rossa dello Stade Roland Garros di Parigi, Francia, dal 24 maggio al 6 giugno 1971.
Il singolare maschile è stato vinto dal ceco Jan Kodeš, che si è imposto sul rumeno Ilie Năstase in quattro set col punteggio di 8–6, 6–2, 2–6, 7–5.
Il singolare femminile è stato vinto dall'australiana Evonne Goolagong Cawley, che ha battuto la connazionale Helen Gourlay Cawley.
Nel doppio maschile si sono imposti Arthur Ashe e Marty Riessen.
Nel doppio femminile hanno trionfato Gail Sherriff Chanfreau e Françoise Dürr.
Nel doppio misto la vittoria è andata a Françoise Dürr in coppia con Jean-Claude Barclay.

## Seniors

### Singolare maschile
Jan Kodeš ha battuto in finale  Ilie Năstase con il punteggio di 8–6, 6–2, 2–6, 7–5.

### Singolare femminile
Evonne Goolagong Cawley ha battuto in finale  Helen Gourlay Cawley con il punteggio di 6–3, 7–5.

### Doppio maschile
Arthur Ashe /  Marty Riessen hanno battuto in finale  Tom Gorman /   Stan Smith con il punteggio di 6–8, 4–6, 6–3, 6–4, 11–9.

### Doppio Femminile
Gail Sherriff Chanfreau /  Françoise Dürr hanno battuto in finale  Helen Gourlay Cawley /  Kerry Harris con il punteggio di 6–4, 6–1.

### Doppio Misto
Françoise Dürr /  Jean-Claude Barclay hanno battuto in finale  Winnie Shaw /  Toomas Leius con il punteggio di 6–2, 6–4.